# Фосфин
Фосфи́н (фосфористый водород, фосфид водорода, гидрид фосфора, по номенклатуре IUPAC — фосфан) РН3 — бесцветный ядовитый газ (при нормальных условиях). Аналог аммиака NH3. Чистый фосфин не имеет запаха, но образцы технического продукта обладают неприятным запахом, похожим на запах тухлой рыбы (чеснока или жареного лука).

## Физические свойства
Бесцветный газ. Плохо растворяется в воде, образует с ней неустойчивый гидрат, который проявляет очень слабые основные свойства.
При низких температурах образует твёрдый клатрат 8РН3·46Н2О.
Растворим в бензоле, диэтиловом эфире, сероуглероде.
При −133,8 °C образует кристаллы с гранецентрированной кубической решёткой.
Молекула фосфина имеет форму тригональной пирамиды c молекулярной симметрией C3v (dPH = 0,142 нм, ∠HPH = 93,5°). Дипольный момент составляет 0,58 Д — существенно меньше, чем у аммиака. Водородная связь между молекулами PH3 практически не проявляется, поэтому температуры плавления и кипения фосфина ниже, чем у аммиака.

## Получение
Фосфин получают при взаимодействии белого фосфора с горячей щёлочью, например:
{\displaystyle {\ce {2P4{}+3Ca(OH)2{}+6H2O->[70\ ^{\circ }{\text{C}}]2PH3\uparrow {}+3Ca(H2PO2)2}}}
{\displaystyle {\ce {P4{}+3KOH{}+3H2O->[70\ ^{\circ }{\text{C}}]3KH2PO2{}+PH3\uparrow }}}
Также его можно получить воздействием воды или кислот на фосфиды:
{\displaystyle {\ce {Ca3P2{}+6H2O->2PH3\uparrow {}+3Ca(OH)2}}}
{\displaystyle {\ce {Mg3P2{}+6HCl->2PH3\uparrow {}+3MgCl2}}}
Хлористый водород при нагревании взаимодействует с белым фосфором:
{\displaystyle {\ce {P4{}+6HCl->[300\ ^{\circ }{\text{C}}]2PH3{}+2PCl3}}}
Разложение иодида фосфония:
{\displaystyle {\ce {PH4I->[>80\ ^{\circ }{\text{C}}]PH3{}+HI}}}
{\displaystyle {\ce {PH4I{}+H2O<=>PH3\uparrow {}+H3O+{}+I-}}}
{\displaystyle {\ce {PH4I{}+NaOH<=>PH3\uparrow {}+NaI{}+H2O}}}
Разложение фосфористой кислоты:
{\displaystyle {\ce {4H2(PHO3)->[170{-}200\ ^{\circ }{\text{C}}]PH3\uparrow {}+3H3PO4}}}
или её восстановление:
{\displaystyle {\ce {H3PO3{}+3Zn{}+6HCl->PH3\uparrow {}+3ZnCl2{}+3H_{2}O}}}

## Химические свойства
Фосфин сильно отличается от своего аналога, аммиака. Его химическая активность выше, он плохо растворим в воде, как основание значительно слабее. Последнее объясняется тем, что связи H−P поляризованы слабо и активность неподелённой пары электронов у фосфора (3s2) ниже, чем у азота (2s2) в аммиаке.
В отсутствие кислорода при нагревании разлагается на элементы:
{\displaystyle {\ce {2PH3->[t^{\circ }]2P{}+3H2}}}
На воздухе горит согласно уравнению
{\displaystyle {\ce {PH3{}+ 2 O2 -> H3PO4}}}
Проявляет сильные восстановительные свойства:
{\displaystyle {\ce {PH3{}+3H2SO4->H2(PHO3){}+3SO2\uparrow {}+3H2O}}}
{\displaystyle {\ce {PH3{}+8HNO3->H3PO4{}+8NO2\uparrow {}+4H2O}}}
{\displaystyle {\ce {PH3{}+ 2 I2{}+ 2 H2O -> H(PH2O2){}+ 4 HI}}}
В связи с тем, что
{\displaystyle {\ce {4H2(PHO3)->[170{-}200\ ^{\circ }{\text{C}}]PH3\uparrow {}+3H3PO4}}}
возможно протекание следующей реакции:
{\displaystyle {\ce {PH3{}+4H2SO4->[200\ ^{\circ }{\text{C}}]H3PO4{}+4SO2\uparrow {}+4H2O}}}
При взаимодействии с сильными донорами протонов фосфин может давать соли фосфония, содержащие ион PH4+ (аналогично аммонию):
{\displaystyle {\ce {PH3{}+HCl->[30\ ^{\circ }{\text{C}}]PH4Cl}}}
{\displaystyle {\ce {PH3{}+ HI -> PH4I}}}
Соли фосфония, бесцветные кристаллические вещества, крайне неустойчивы, легко гидролизуются; как и сам фосфин, являются сильными восстановителями.

## Самовозгорание
Абсолютно чистый и сухой фосфин не способен к самовоспламенению на воздухе и загорается только при температуре 100—150 °C.
Однако фосфин, получающийся, например, при взаимодействии фосфидов с водой, всегда имеет примесь дифосфина P2H4, который на воздухе самовоспламеняется. В частности, таким образом могут появляться «блуждающие огни».

## Токсичность
Фосфин относится к чрезвычайно опасным веществам (класс опасности 1). Поражает в первую очередь нервную систему, нарушает обмен веществ; также действует на кровеносные сосуды, органы дыхания, печень, почки.
Запах фосфина ощущается при концентрации 2—4 мг/м³, длительное вдыхание при концентрации 10 мг/м³ может привести к отравлению с последующим летальным исходом. ПДК — 0,1 мг/м³.
При остром отравлении фосфином в лёгких случаях пострадавший ощущает боль в области диафрагмы, чувство холода, впоследствии может развиться бронхит. При среднетяжёлом отравлении характерны чувство страха, озноб, рвота, стеснение в груди, удушье, боль за грудиной. В тяжёлых случаях на первый план выходят неврологические симптомы — оглушение, неверная походка, подёргивания в конечностях, мидриаз; cмерть от паралича дыхания или сердечной мышцы может наступить через несколько дней, а при высоких концентрациях — мгновенно.
Хроническое отравление может привести к расстройствам зрения, походки, речи, пищеварения, к бронхиту, болезням крови и жировому перерождению печени.

## Фосфин как индикатор внеземной жизни
В 2019 году фосфин был предложен в качестве биосигнатурного газа для поиска жизни на землеподобных экзопланетах, поскольку на Земле он производится анаэробными экосистемами. Слабой стороной фосфина с точки зрения использования в таких целях является его высокая реакционная способность, из-за чего условием успешного детектирования этого газа выступает высокая интенсивность его производства. Для его обнаружения в атмосфере экзопланеты понадобятся десятки часов наблюдения с помощью телескопа «Джеймс Уэбб».
14 сентября 2020 года международная группа учёных под руководством профессора Университета Кардиффа Джейн Гривз объявила на специально созванной для этого пресс-конференции об открытии в атмосфере Венеры следов фосфина путём анализа спектров с телескопов ALMA и JCMT. Ещё одним доказательством существования в атмосфере Венеры фосфина может служить анализ данных масс-спектрометра LNMS (англ. Large Probe Neutral Mass Spectrometer) автоматической межпланетной станции «Пионер-13» (или «Пионер-Венера-2»), полученных в декабре 1978 года на высотах 60—50 км. Подтвердить или опровергнуть наличие фосфина в атмосфере Венеры учёные могли с помощью прибора MERTIS (англ. Mercury Thermal Infrared Spectrometer) аппарата Европейского космического агентства MPO (англ. Mercury Planetary Orbiter) миссии «БепиКоломбо» в ходе гравитационного манёвра вблизи Венеры в середине октября 2020 года. После исправления ошибок в методике подсчётов и повторной калибровки данных ALMA наблюдаемая концентрация фосфина уменьшилась у авторов с ∼20 ± 10 ppb до 1—5 ppb. В январе 2021 года появились публикации о том, что  в атмосфере Венеры по ошибке сернистый газ был принят за фосфин. Образование фосфина может быть обусловлено, кроме жизнедеятельности неких организмов, и другими причинами, например, взаимодействием серной кислоты с фосфидами.